# Demetri I el Fals
Demetri I Ivànovitx (en ciríl·lic: Димитрий Иоаннович), dit el Fals (самозванец 'samozvanets', impostor) (1581-1606), fou el Tsar de Rússia des del 21 de juliol de 1605 fins a la seva mort, el 17 de maig de 1606.
Fou un dels tres impostors que durant l'interregne conegut com a Període Tumultuós van pretendre ser el fill supervivent del tsar Ivan el Terrible, el tsarévitx Demetri Ivànovitx, que suposadament s'hauria pogut escapar el 1591 d'un intent d'assassinar-lo. En general, està força acceptat que el Demetri real fou assassinat a Úglitx i que aquest fals Demetri era en realitat el monjo Grígori, nascut Iuri Otriepiev, tot i que no n'hi ha cap prova. Demetri I va aconseguir el tron després de fer assassinar el tsar Teodor II, que només tenia setze anys i feia dos mesos que regnava.